# گنبد ترکینه
گنبد ترکینه نوعی از گنبد است که برای اولین بار در مسجد جامع اصفهان به کار رفت. در این نمونه پلان مساجد از چهارضلعی به هشت‌ضلعی، هشت‌ضلعی به شانزده‌ضلعی و در نهایت به سی‌ودوضلعی تغییر پیدا کرد و در آخر به شکل دایره درآمد. در این سبک ابتدا گنبد ترکینه بر استوانهٔ گنبد ایجاد می‌شود. سپس از داخل و خارج پوسته‌ای قرار می‌گیرد تا ترک‌ها و اسکلت باربر را بپوشاند.